# Vesir
 Ikke at forveksle med Visir.
Vesir (også kendt som vezir) er en historisk titel, der blev brugt af højtstående politiske personer i Mellemøsten, som fungerede som rådgivere for kaliffen, emiren, kongen, kejseren eller sultanen. Ordet forekommer i mange former (wazir, wazara, vichir, vicira), og den europæiske variant blev introduceret af det Osmanniske Rige.
I dag findes titlen vesir for ministre i Pakistan.